# Rhene
Genre
Synonymes
- Rhanis C. L. Koch, 1846 nec von Heyden, 1837
- Zeuxippus Thorell, 1891
- Anamosa  Peckham & Peckham, 1895

Rhene est un genre d'araignées aranéomorphes de la famille des Salticidae.

## Distribution
Les espèces de ce genre se rencontrent en Asie, en Afrique et en Amérique du Sud.

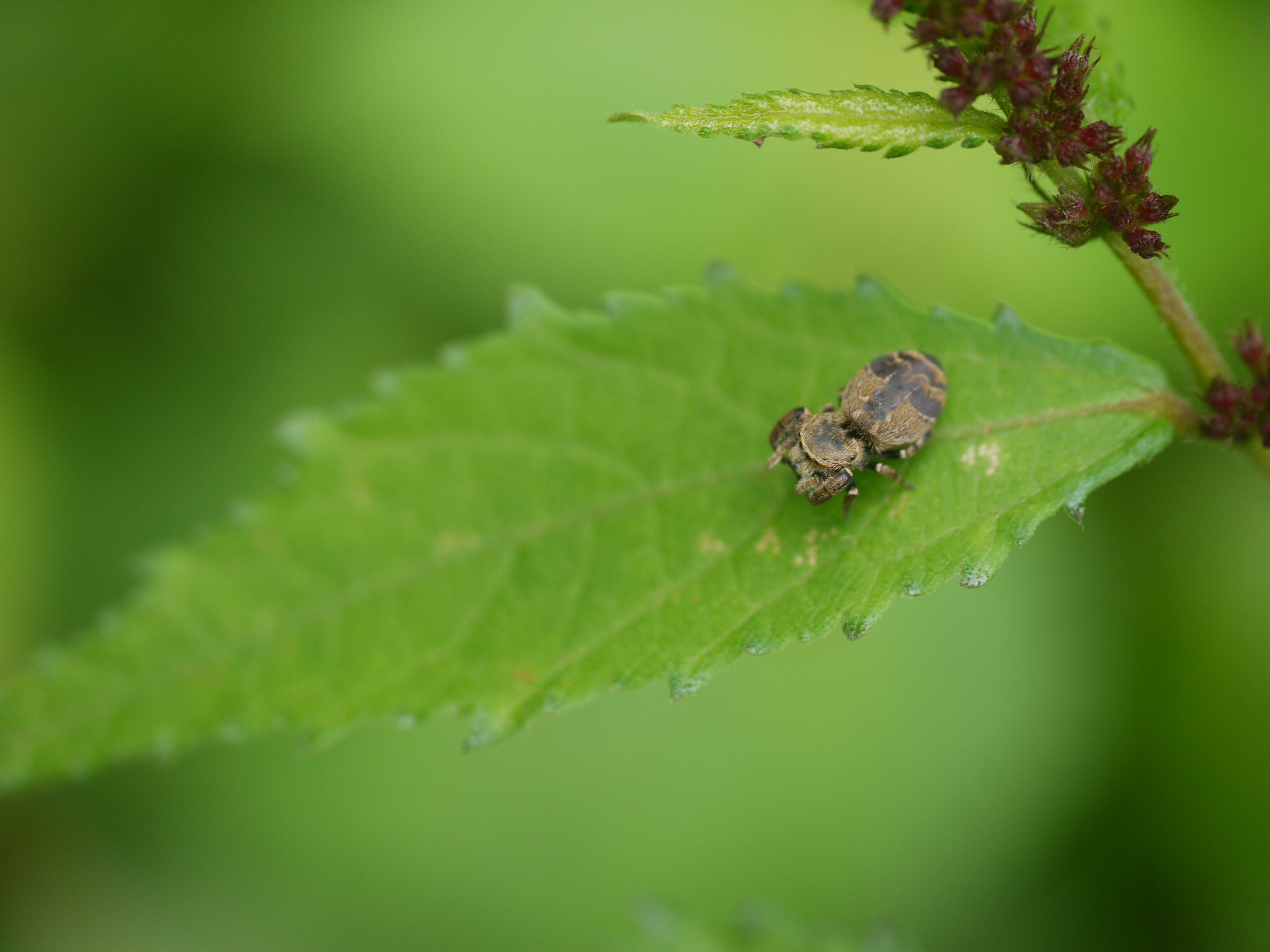
Rhene

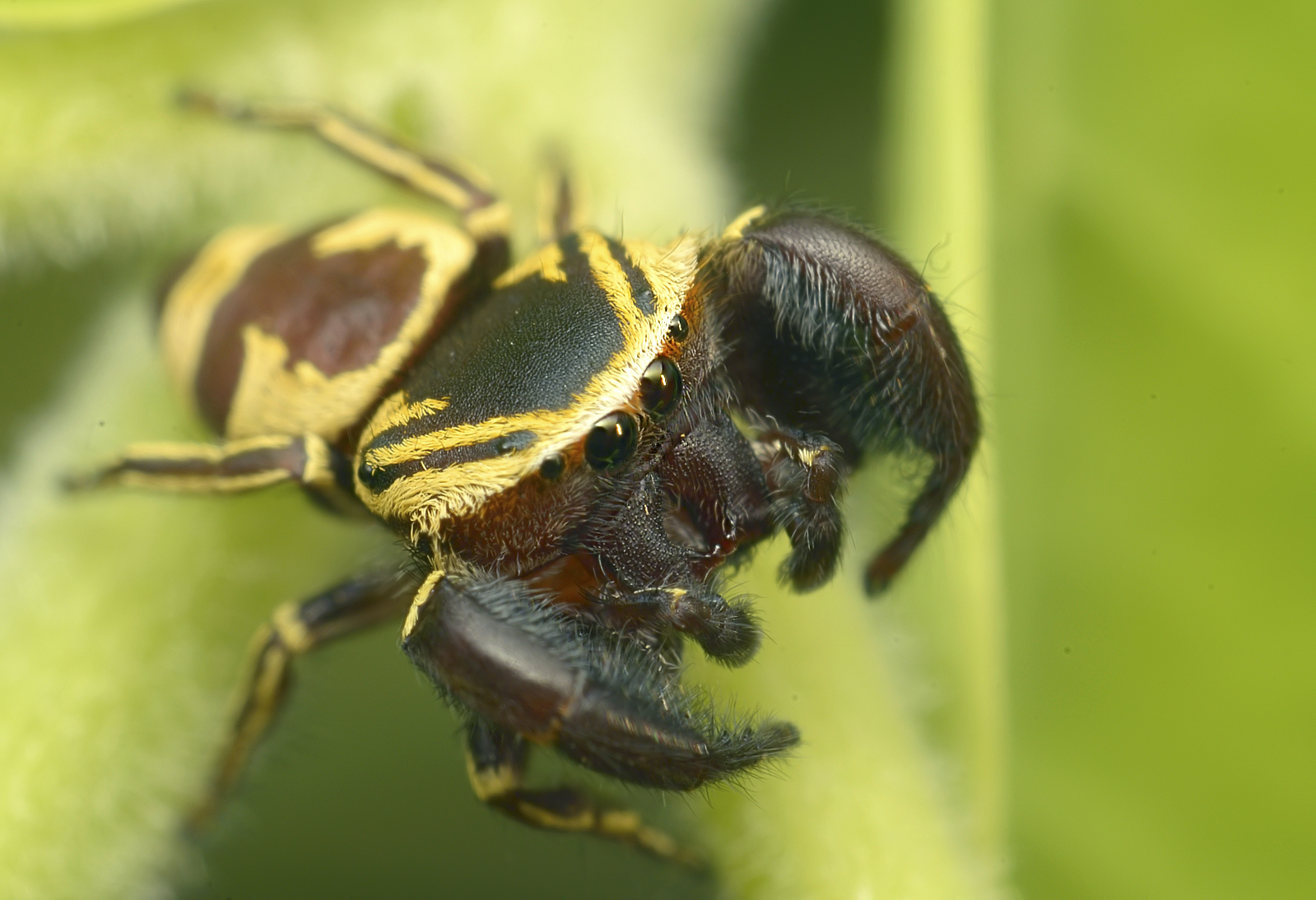
Rhene flavicomans

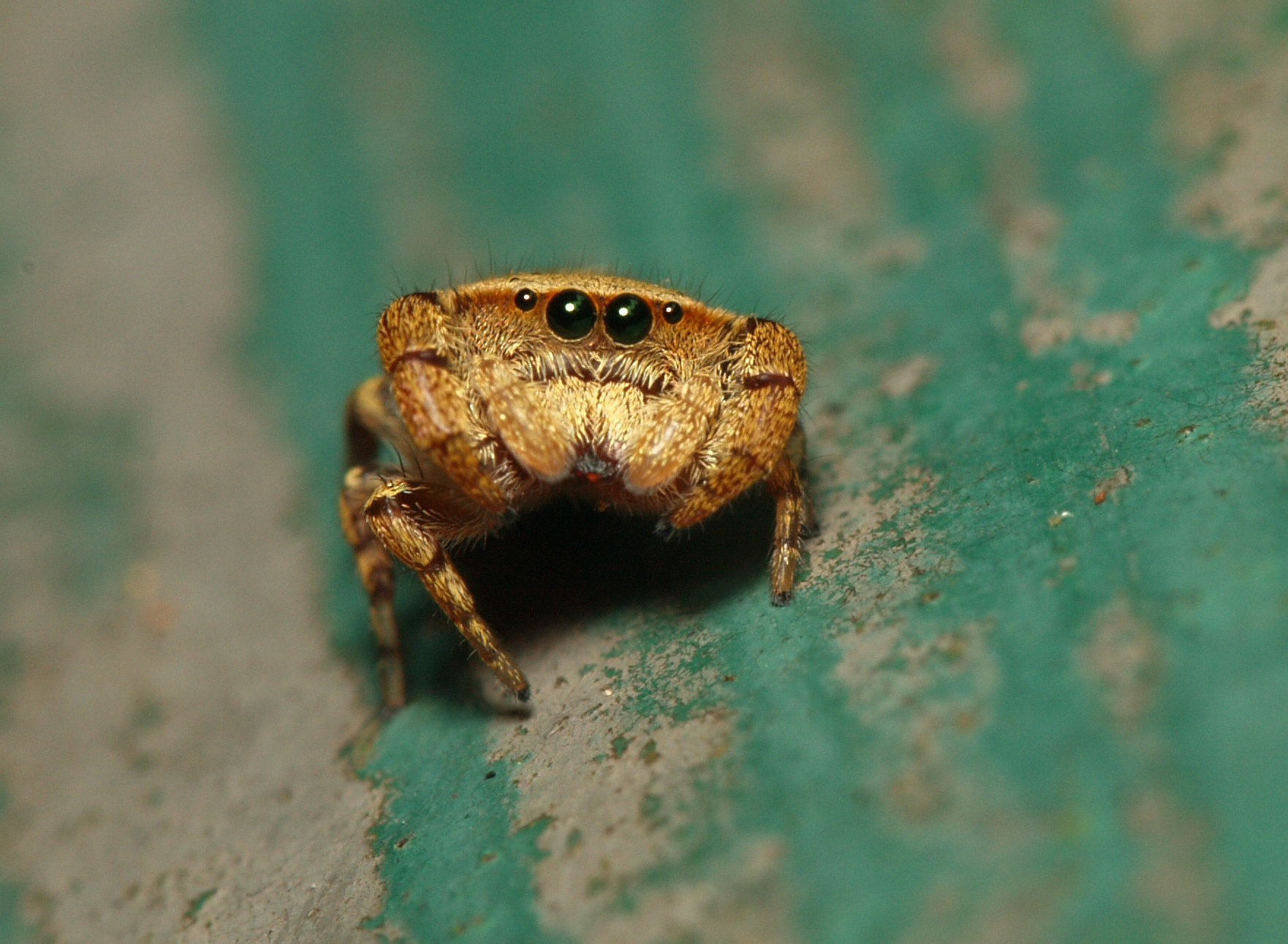
Rhene flavigera

## Liste des espèces
Selon World Spider Catalog (version 25.5, 30/01/2025) :
- Rhene albigera (C. L. Koch, 1846)
- Rhene amabilis Wiśniewski & Wesołowska, 2024
- Rhene amanzi Wesołowska & Haddad, 2013
- Rhene atellana (Thorell, 1895)
- Rhene atrata (Karsch, 1881)
- Rhene banksi G. W. Peckham & E. G. Peckham, 1902
- Rhene biguttata G. W. Peckham & E. G. Peckham, 1903
- Rhene brevipes (Thorell, 1891)
- Rhene bufo (Doleschall, 1859)
- Rhene callida G. W. Peckham & E. G. Peckham, 1895
- Rhene callosa (G. W. Peckham & E. G. Peckham, 1895)
- Rhene cancer Wesołowska & Cumming, 2008
- Rhene candida Fox, 1937
- Rhene capensis Strand, 1909
- Rhene cooperi Lessert, 1925
- Rhene curta Wesołowska & Tomasiewicz, 2008
- Rhene daitarensis Prószyński, 1992
- Rhene darjeelingiana Prószyński, 1992
- Rhene deplanata (Karsch, 1880)
- Rhene digitata Peng & Li, 2008
- Rhene elongata C. Wang, Mi & Peng, 2023
- Rhene eximia Wiśniewski & Wesołowska, 2024
- Rhene facilis Wesołowska & Russell-Smith, 2000
- Rhene ferkensis Wesołowska & Russell-Smith, 2022
- Rhene flavicomans Simon, 1902
- Rhene flavigera (C. L. Koch, 1846)
- Rhene foai Simon, 1902
- Rhene formosa Rollard & Wesołowska, 2002
- Rhene habahumpa Barrion & Litsinger, 1995
- Rhene hexagon Wiśniewski & Wesołowska, 2024
- Rhene hinlalakea Barrion & Litsinger, 1995
- Rhene hirsuta (Thorell, 1877)
- Rhene histrio (Thorell, 1891)
- Rhene ipis Fox, 1937
- Rhene jelskii (Taczanowski, 1871)
- Rhene kenyaensis Wesołowska & Dawidowicz, 2014
- Rhene khulnaensis Biswas, 2023
- Rhene konradi Wesołowska, 2009
- Rhene legitima Wesołowska & Haddad, 2018
- Rhene lesserti Berland & Millot, 1941
- Rhene leucomelas (Thorell, 1891)
- Rhene lingularis Haddad & Wesołowska, 2011
- Rhene machadoi Berland & Millot, 1941
- Rhene margarops (Thorell, 1877)
- Rhene menglunensis Wang & Li, 2020
- Rhene modesta Caporiacco, 1941
- Rhene mombasa Wesołowska & Dawidowicz, 2014
- Rhene mordax (Thorell, 1890)
- Rhene mus (Simon, 1889)
- Rhene myunghwani Kim, 1996
- Rhene nigrita (C. L. Koch, 1846)
- Rhene obscura Wesołowska & van Harten, 2007
- Rhene pallida (Thorell, 1895)
- Rhene parvula Caporiacco, 1939
- Rhene phuntsholingensis Jastrzebski, 1997
- Rhene pinguis Wesołowska & Haddad, 2009
- Rhene plana (Schenkel, 1936)
- Rhene plumata Haddad, Wiśniewski & Wesołowska, 2024
- Rhene punctatus Wesołowska & Haddad, 2013
- Rhene rubrigera (Thorell, 1887)
- Rhene saeva (Giebel, 1863)
- Rhene setipes Żabka, 1985
- Rhene sororis Wiśniewski & Wesołowska, 2024
- Rhene sulfurea (Simon, 1886)
- Rhene timidus Wesołowska & Haddad, 2013
- Rhene triapophyses Peng, 1995
- Rhene ugandensis Wiśniewski & Wesołowska, 2024
- Rhene yunnanensis (Peng & Xie, 1995)

## Systématique et taxinomie
Rhanis C. L. Koch, 1846 préoccupé par Rhanis von Heyden, 1837 a été remplacé par Rhene par Thorell en 1869.
Anamosa  a été placé en synonymie par Simon en 1901.
Zeuxippus a été placé en synonymie par Caleb, Sanap, Tripathi, Sampathkumar, Dharmara et Packiam en 2022.

## Publications originales
- Thorell, 1869 : « On European spiders. Part I. Review of the European genera of spiders, preceded by some observations on zoological nomenclature. » Nova Acta Regiae Societatis Scientiarum Upsaliensis, sér. 3, vol. 7, p. 1-108 (texte intégral).
- C. L. Koch, 1846 : Die Arachniden. Nürnberg, vol. 14, p. 1-88 (texte intégral).